# Cynamonian benzylu
Cynamonian benzylu – organiczny związek chemiczny, ester benzylowy kwasu cynamonowego. Ma postać bezbarwnych, błyszczących kryształów o trwałym, słodkim zapachu. Nie rozpuszcza się w wodzie. Dobrze rozpuszcza się w 96-procentowym alkoholu i eterze. Występuje w balsamie peruwiańskim, w balsamie Tolu oraz w styraksie.

## Zastosowanie
- przemysł spożywczy – produkcja aromatów (ananasowy, brzoskwiniowy, pomarańczowy, śliwkowy i inne)
- przemysł perfumeryjny – jako utrwalacz i modyfikator ciężkich bukietów zapachowych, składnik kompozycji miodowej, ananasowej i jagodowej; produkcja sztucznej ambry
- medycyna – (był) stosowany zewnętrznie w leczeniu skórnych zmian gruźliczych[5][6]

## Toksyczność
Cynamonian benzylu wywołuje alergie i podrażnienia błon śluzowych.

## Środki ostrożności
Podczas termicznego rozkładu tworzy się gryzący dym. Aby temu zapobiec zaleca się destylację pod zmniejszonym ciśnieniem.